# 3rd Strike
3rd Strike foi uma banda de rapcore dos Estados Unidos formada por Jim Korthe (vocalista), Todd Deguchi (guitarrista), PJ McMullan (baterista) e Gabe Hammersmith (baixista). Suas letras foram primariamente baseadas na vidas dos integrantes e principalmente na vida de Jim Korthe quando ele fazia parte de uma gangue. Em Maio de 2002, eles lançaram seu primeiro e único CD, Lost Angel. Participaram das turnês Ozzfest e Warped Tour para promoverem seu álbum, mas logo se separaram por motivos desconhecidos. A música "Into Hell Again" faz parte da trilha sonora do filme Tomb Raider: The Cradle of Life.

## Carreira
Jim Korthe, vocalista e líder da banda de Nu Metal 3rd Strike, cresceu em San Pedro, Califórnia. Junto com seu amigo, o guitarrista Todd Deguchi, criaram uma formação temporária para a banda, mas entre várias turnês mal-sucedidas e problemas pessoais de Jim Korthe, a banda se separou durante os anos 90. Em 1996, Jim Korthe e Todd Deguchi lançaram um álbum utilizando-se do nome Dimestore Hood, tendo como integrantes o vocalista Jim Korthe, os guitarristas Todd Deguchi e Tom McNerney, o baixista Joe Puccio e o baterista Mike Russo.
Os dois músicos continuaram a escrever músicas juntos e eventualmente reformaram a banda com o guitarrista Erik Carlsson, o baterista PJ McMullan e o baixista Gabe Hammersmith. Começaram a gravar quando o guitarrista da banda Pennywise, Fletcher Dragge, escutou o demo e os conectou à sua empresa de gestão. Ao final de 2001 eles já haviam gravado seu álbum de estréia, Lost Angel, que foi lançado em Maio no ano seguinte. Promoveram o álbum nas turnês Ozzfest e Warped Tour nesse verão.
Algumas músicas da banda foram destaque no jogo para Playstation Delta Force: Urban Warfare em 2002.
Em Janeiro de 2007, a banda postou a seguinte mensagem no MySpace: "Ei pessoal, apenas queria postar uma atualização do que está acontecendo. Estivemos bem ocupados ensaiando para que possamos começar a tocar em alguns shows. Estamos bem animados com a ideia de tocar ao vivo porque é isso que faz todo o trabalho árduo valer a pena. Esperamos ter algumas novas imagens para postar em breve assim como novas informações. Agradecemos"
Em Agosto de 2007, a banda estreou o novo single "Battlecry" no MySpace, seguido de uma música promocional para o Peaceful Valley, "Life Goes On".
Em Junho de 2008, o baterista Sean McCormick foi substituído por Nick Manning. Mais tarde neste ano, a banda estreou uma nova música, "Revolution", tirada de um demo de 3 músicas de pré-produção do novo álbum.
O vocalista Jim Korthe morreu aos 39 anos de idade na sua casa em San Pedro em 13 de Janeiro de 2010.

## Discografia
Álbuns de estúdio
- Lost Angel (2002)

EP
- Barrio Raid (2003)